# 唐沢史比古
唐沢 史比古（からさわ ふみひこ）は、日本のソングライター、合唱指導者、音楽家である。主に長野県で音楽活動を行っている。1950年生まれ。東京音楽大学卒業。

## 人物
元長野オリンピック組織委員会(NAOC)儀典課主幹(1996-1998)。混声合唱団明日歌(あすか)、混声合唱団Chor do(コール・ドゥ)常任指揮者を務めながら、作曲活動を行っている。
作編曲の題材は、わらべうた、民謡、仏教音楽、クラシック音楽まで多岐にわたる。
妻、息子はそれぞれ音楽家の唐沢流美子、唐澤真人。

## 出版作品
出版はMarf音楽企画出版などから。CDも同出版からいくつか販売されている。
- 「IMBENI〜魂の夜明け〜」[2]
- 混声4部合唱とピアノのための「FINLANDIA（フィンランディア）」
- ポップス・オリジナル合唱曲集
  - Ⅰ「ステージ」
  - Ⅱ「きこえる」
  - Ⅲ「あなたの名を呼んで」
- 混声合唱組曲
  - 「御柱の情景」
  - 「山よ河よ天よ」
- 組曲「杜とこどもたち」
- わらべうたア・カペラ合唱曲集
  - 「わらべらぼっこⅠ」
  - 「わらべらぼっこ　諏訪地方のわらべうた」
- コンクールステージのための混声ア・カペラ曲集[3]
  - 「HOZHO」
  - 「PUTU･KO-MAN･UPPU　～随所に新しき歌生まる～」
  - 「パチャ・ママ　～空と地のあいだ～」
  - 「海逝く魂と漁師のための盆唄」

## 校歌
- 富士見町立富士見中学校校歌[4]
- 山梨県立わかば支援学校ふじかわ分校分校歌[5]
- 中津川市立神坂小学校校歌[6]
- 岡谷市立岡谷田中小学校歌

他